# One Astor Plaza
L'One Astor Plaza és un gratacel de New York, situat a Manhattan a Times Square, el 1515 Broadway, a altura del carrer 45. Amb una alçària de 227 metres, comptant 54 pisos, aquest edifici acabat el 1972 ha estat concebut per Der Scutt del gabinet Ely J. Kahn & Jacobs.
Inicialment conegut amb el nom de W.T. Grant Building, s'hi troba avui la seu de Viacom, però també els estudis de la cadena musical MTV, el Nokia Theatre Times Square i el Minskoff Theatre, així com botigues.

## Subsòl
El Nokia Theatre, sala d'espectacles d'aproximadament 2000 places, ocupa una part del subsòl de l'One Astor Plaza.

## Planta baixa
Diverses botigues se situen a peu de carrer de l'immoble, destacant una delegació de Billabong, una agència del Bank of America i una botiga de records MTV.

## Primer pis

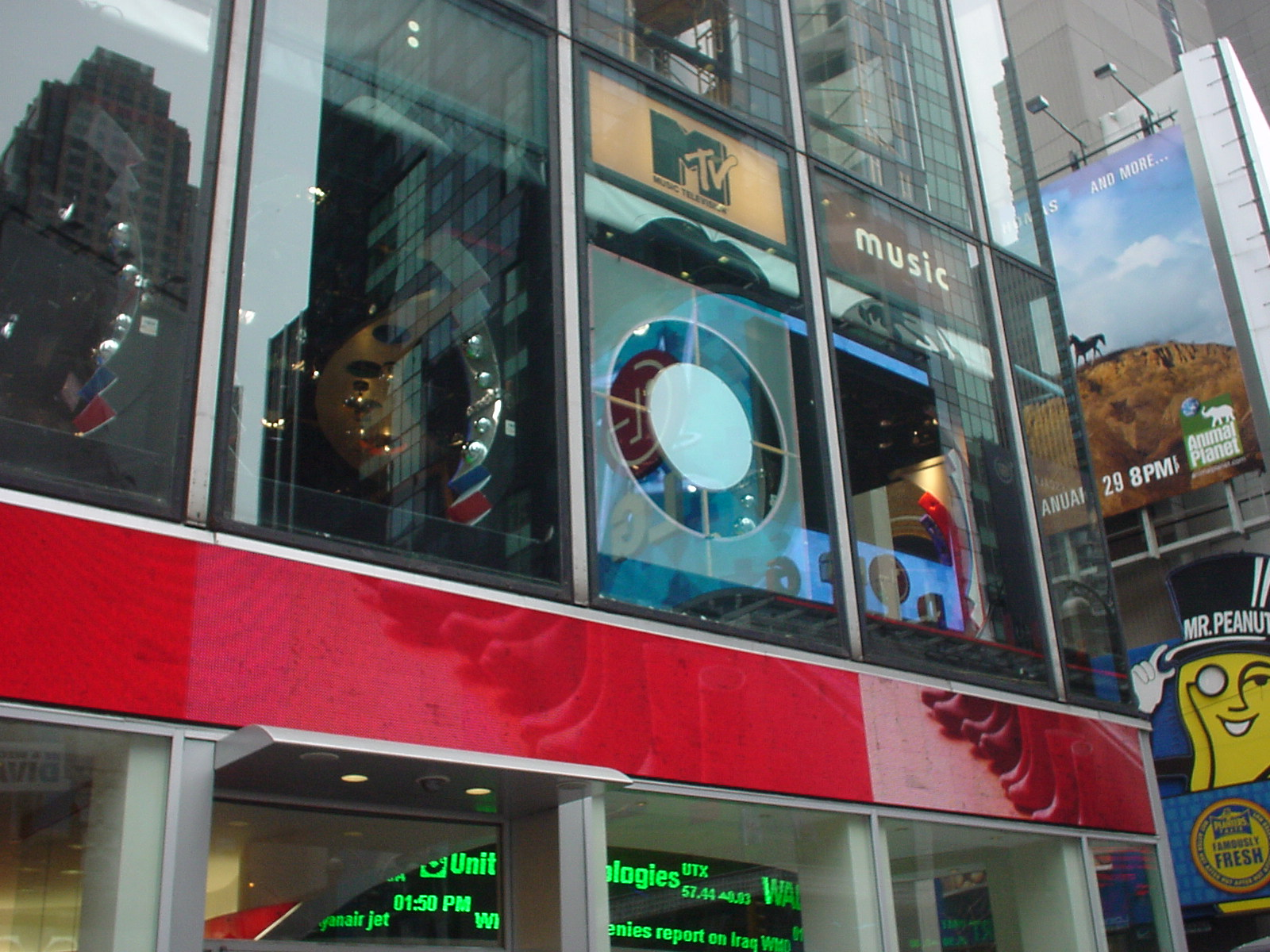
L'Uptown Studio

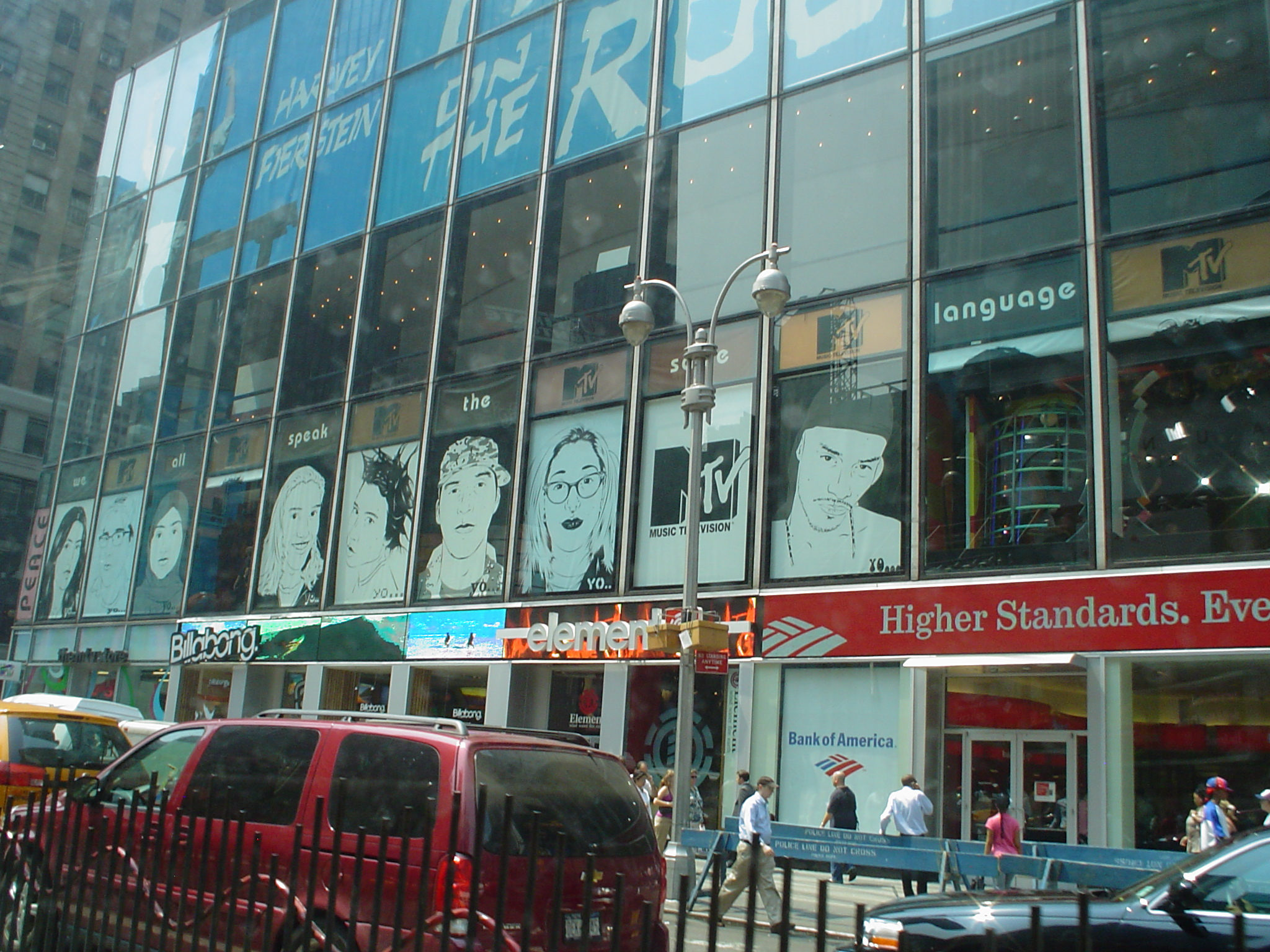
Midtown and Downtown Studios i Bank of America, Billabong, Element i MTV store.

L'MTV ocupa una part del primer pis de l'One Astor Plaza. La cadena difon una de les seves emissions més conegudes, Total Request Live, des d'aquests estudis.

## Segon pis
El Minskoff Theater és un teatre obert el 1973 i que compta amb 1621 places.